# Ladzany
Ladzany (deutsch Lasan, ungarisch Ledény) ist eine Gemeinde in der Mitte der Slowakei mit 254 Einwohnern (Stand 31. Dezember 2024), die im Okres Krupina, einem Kreis des Banskobystrický kraj, liegt.

## Geographie

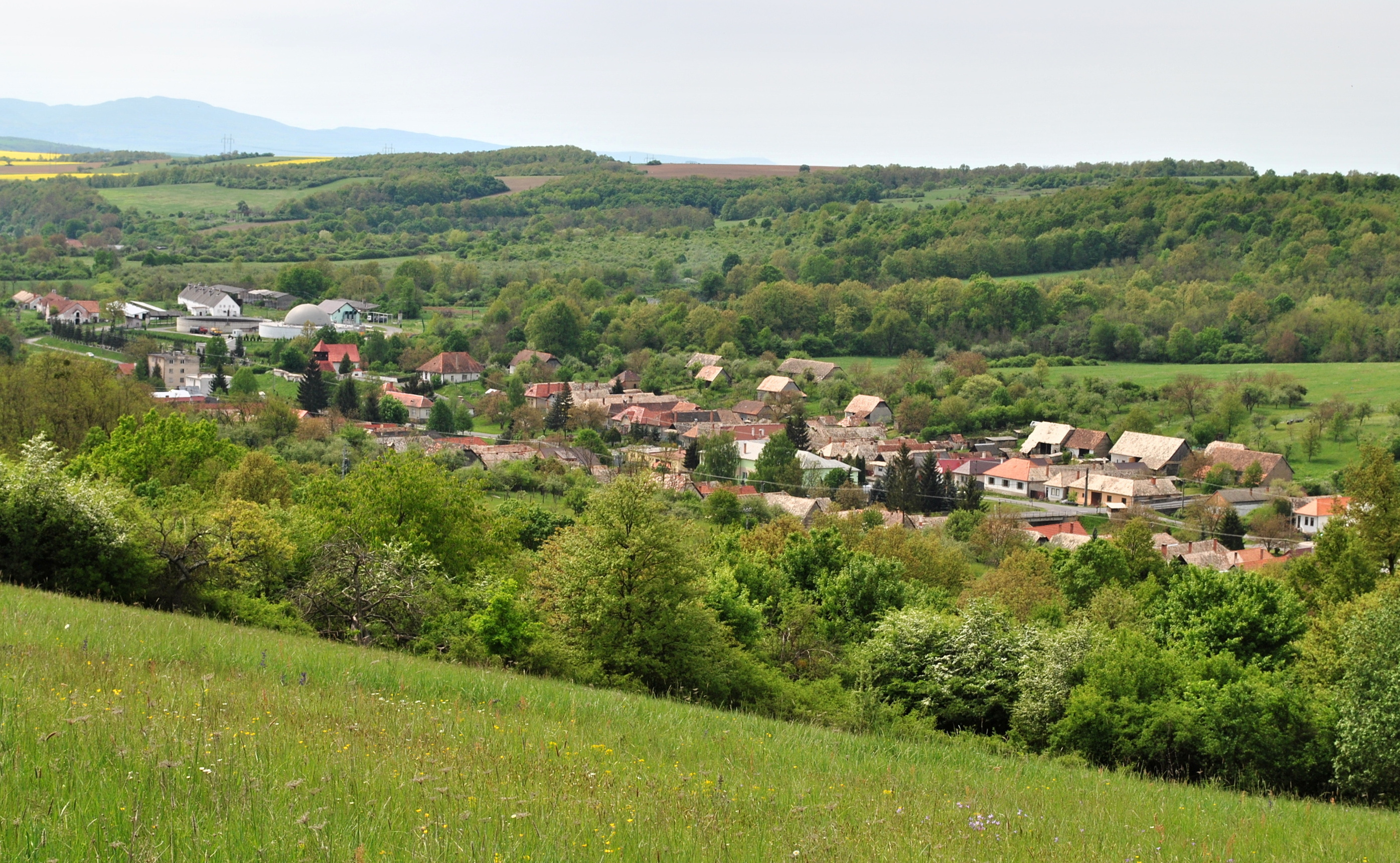
Blick auf den Ort

Die Gemeinde befindet sich am Fuße der Schemnitzer Berge im Tal des Klastavský potok, zudem hat sie Anteil an der Hochebene Krupinská planina. Das Ortszentrum liegt auf einer Höhe von 216 m n.m. und ist 19 Kilometer von Krupina sowie 29 Kilometer von Levice entfernt.
Nachbargemeinden sind Baďan und Beluj im Norden, Sebechleby im Osten, Drážovce im Süden, Lišov im Südwesten, Bátovce im Westen sowie Pečenice und Jabloňovce im Nordwesten.

## Geschichte

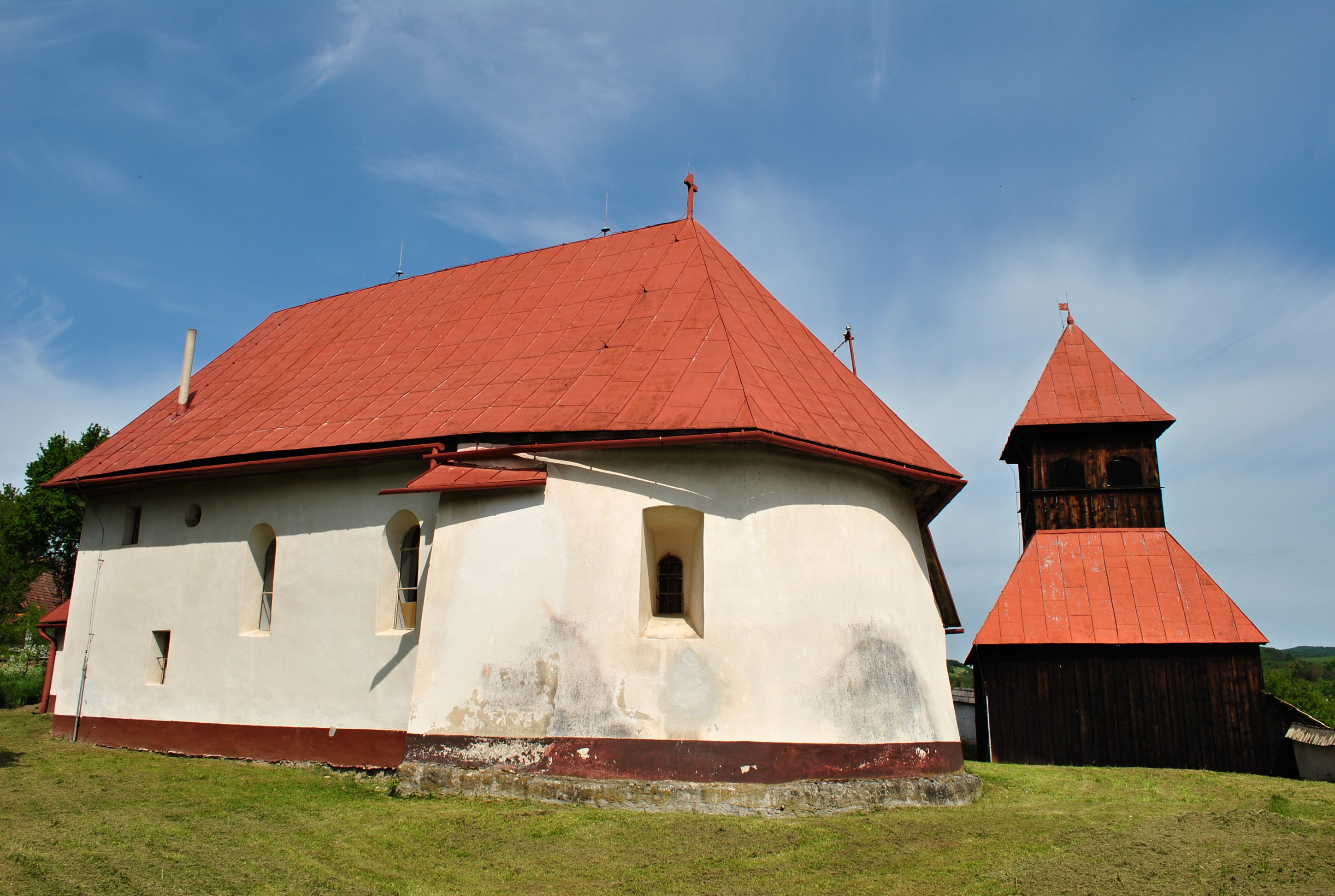
Evangelische Kirche

Das heutige Gemeindegebiet hatte in der Jungsteinzeit eine Siedlung der Lengyel-Kultur, weiter gibt es Funde aus der älteren Bronzezeit sowie Überreste einer Siedlung und Grabstätte der Lausitzer Kultur.
Ladzany wurde zum ersten Mal 1233 als Lengen schriftlich erwähnt. Im 14. Jahrhundert lag das Dorf im Herrschaftsgebiet der Burg Litava, im 18. Jahrhundert war es Besitz der Familien Géczy und Török. 1715 hatte Ladzany 46 Haushalte, 1828 zählte man 113 Häuser und 680 Einwohner; Haupteinnahmequellen waren Landwirtschaft, Weinbau und insbesondere Obstbau.
Bis 1918 gehörte der im Komitat Hont liegende Ort zum Königreich Ungarn und kam danach zur Tschechoslowakei beziehungsweise heute Slowakei.

## Bevölkerung
| Jahr                | 1994 | 2004    | 2014    | 2024     |
| ------------------- | ---- | ------- | ------- | -------- |
| Anzahl der Personen | 298  | 299     | 302     | 254      |
| Unterschied         |      | +0,33 % | +1,00 % | −15,89 % |

| Jahr                | 2023 | 2024    |
| ------------------- | ---- | ------- |
| Anzahl der Personen | 253  | 254     |
| Unterschied         |      | +0,39 % |

Nach der Volkszählung 2011 wohnten in Ladzany 309 Einwohner, davon 289 Slowaken, 12 Roma, 4 Tschechen und 2 Polen. 2 Einwohner gaben eine andere Ethnie an. 152 Einwohner bekannten sich zur Evangelischen Kirche A. B. und 123 Einwohner zur römisch-katholischen Kirche; 1 Einwohner bekannte sich zu einer anderen Konfession. 21 Einwohner waren konfessionslos und bei 12 Einwohnern wurde die Konfession nicht ermittelt.

## Bauwerke und Denkmäler
- evangelische Kirche aus dem 13. Jahrhundert, ursprünglich im romanischen Stil gestaltet, im 15. Jahrhundert gotisiert und im 18. Jahrhundert nochmals neu gestaltet. Neben gotischen architektonischen Details sind ein gotisches Taufbecken und ein Renaissance-Gemälde aus der 2. Hälfte des 16. Jahrhunderts bemerkenswert.
- Gedenktafel für Andrej Sládkovič

## Verkehr
Durch Ladzany verläuft die Straße 1. Ordnung 51 auf der Teilstrecke Levice–Hontianske Nemce. Eine nach Süden abzweigende Straße 3. Ordnung führt nach Hontianske Tesáre.
Der nächste Bahnhof mit regelmäßigem Personenverkehr ist Levice an der Bahnstrecke Nové Zámky–Zvolen in 30 Kilometer Entfernung.